# أنطوان سعد
أنطوان نقولا سعد (1937- 2025 م) عسكري وسياسي نائب برلمان لبناني، ممثِّل لطائفة الروم الأرثوذكس عن منطقة البِقاع الغربي - راشَيَّا. وهو ضابط متقاعد برتبة لواء في الجيش، انتُخب عام 2005 عن كتلة اللقاء الديمقراطي، عضو في عدد من اللجان النيابية، وهي: الدفاع الوطني، والداخلية، والبلديات، والأشغال العامَّة، والنقل، والطاقة والمياه.

## وفاته
توفي أنطوان نقولا سعد يوم الاثنين 3 رمضان 1446هـ الموافق 3 مارس (آذار) 2025م، صُلي عليه بعد ظهر الأربعاء 5 مارس 2025، في كنيسة السيدة للروم الأرثوذكس راشيَّا الوادي.

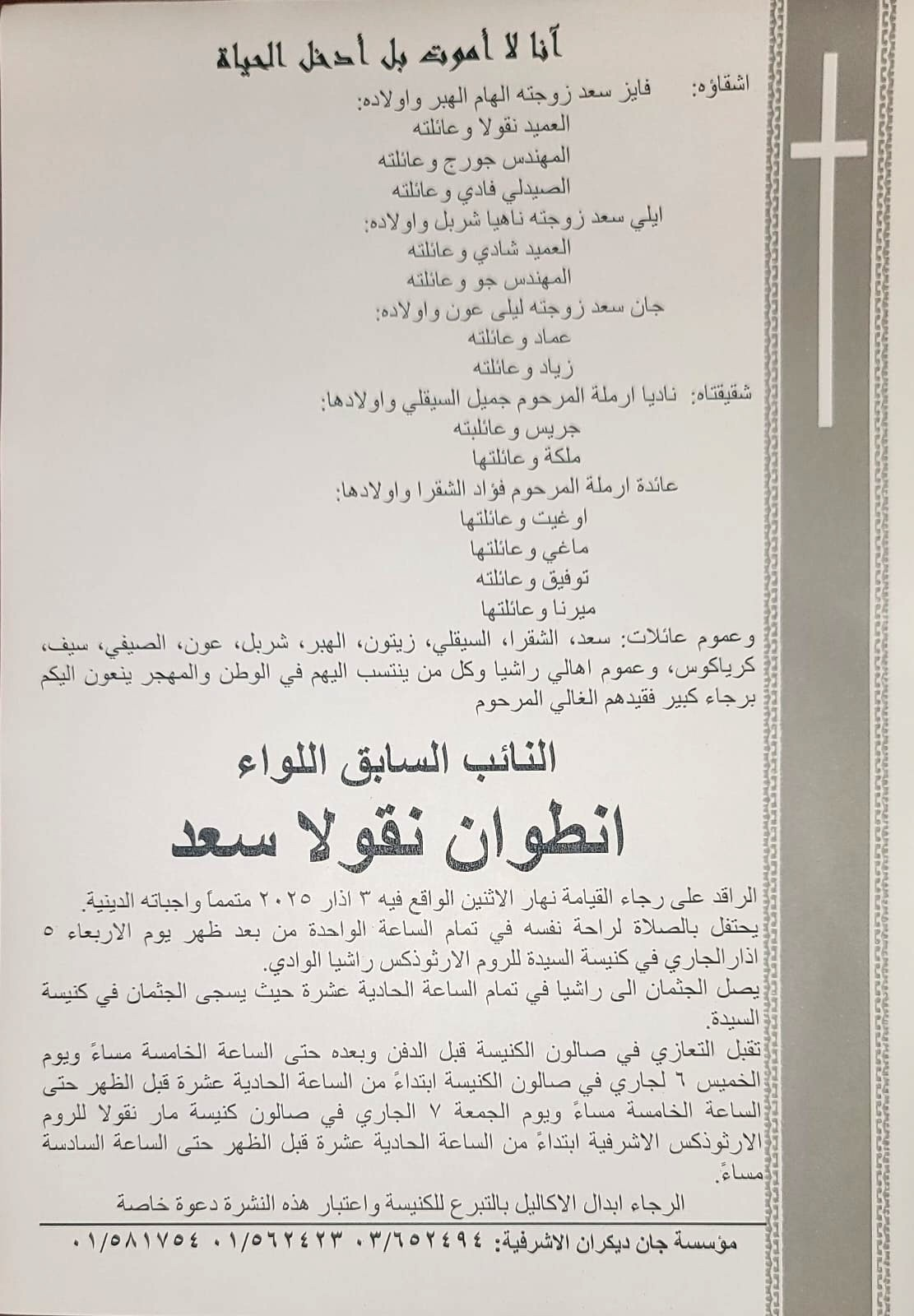